# Tucuruí
Tucuruí este un oraș în Pará (PA), Brazilia.